# Fontbonne University
La Fontbonne University è un'università privata di indirizzo cattolico con sede a Clayton, nello stato americano del Missouri.
È stata fondata dalle Suore di San Giuseppe e prende il nome dalla loro fondatrice, madre San Giovanni Fontbonne.
Il Fontbonne College fu fondato nel 1923 all'interno della Saint Joseph's Academy, una scuola femminile aperta a Carondelet nel 1841. Ha preso il titolo di "University" nel 2002.
Nel marzo 2024 l'università ha comunicato l'intenzione di cessare la sua attività entro il 2025 e l'Università Washington a Saint Louis ha accettato di acquistarne il campus.